# 库莽黄堇
库莽黄堇（学名：Corydalis govaniana）为罂粟科紫堇属下的一个种。

## 扩展阅读
- 維基物種上的相關：库莽黄堇